# François Icher
Pour les articles homonymes, voir Icher.
François Icher (né en 1958) est un historien français, spécialiste de l'histoire des compagnonnages en France et des chantiers cathédraux.

## Biographie
Docteur en Histoire, inspecteur d'académie honoraire, chercheur associé au CNRS,

## Publications
- Le Compagnonnage, Paris, Jacques Grancher, 1989.
- La France des Compagnons, Paris, Éditions de La Martinière, 1994.
- Les Compagnons ou l'amour de la belle ouvrage, Paris, Gallimard, coll. « Découvertes Gallimard / Culture et société » (no 255), 1995.
- Le Compagnonnage, chemin de l’excellence, sous la dir. de Maurice Agulhon, Paris, Musée National des Arts et Traditions Populaires, Réunion des musées nationaux, 1996.
- Les Œuvriers des cathédrales, Paris, Éditions de La Martinière, 1998 (prix spécial du livre d'art religieux remis au Salon du livre de Paris en 1999).
- Les Compagnons, Toulouse, Éditions Milan, Collection « Les Essentiels », 1999.
- Les Compagnonnages en France au XXe siècle, Histoire, Mémoire, représentations, Paris, Jacques Grancher, 1999.
- Petit Dictionnaire du Compagnonnage, Paris, Desclée de Brouwer, 2000.
- Il était une fois les cathédrales, Éditions de La Martinière Jeunesse, 2001.
- La Société médiévale, Paris, Éditions de La Martinière, 2001.
- Apprentis et Compagnons au Moyen Âge, Paris, Éditions du Sorbier, 2002.
- Les Compagnons, les voix de la sagesse, Éditions de La Martinière, Paris, 2003.
- Au temps des chevaliers, Paris, Éditions du Sorbier, 2003.
- Les Bâtisseurs de cathédrale, Éditions du Sorbier, 2004.
- Le Tour de France de Languedoc Noble Cœur, Éditions de La Martinière Jeunesse, 2005.
- Manuel d’Histoire Géographie 5e, (direction), Paris, Éditions Bordas, 2005.
- Le Tour de France de Languedoc Noble Cœur, compagnon menuisier, Paris, Éditions de La Martinière, 2005.
- La Sagesse des artisans, Paris, Éditions de La Martinière, 2006.
- Les Artisans au jour le jour, Paris, Éditions de La Martinière, 2006.
- Les Lieux de savoir, sous la dir. de Christian Jacob, Paris, Albin Michel, 2007.
- La Première Guerre mondiale au jour le jour, Paris, Éditions de La Martinière, 2007.
- Ils ont su dire non : Paroles de résistants, avec Pierre Laborie, Paris, Éditions de La Martinière, 2008.
- Les compagnons du tour de France, Paris, Éditions de La Martinière, 2010.
- Société médiévale : Codes, rituels et symboles, Paris, Éditions du Seuil, 2011.
- Les œuvriers des cathédrales, Paris, Éditions de La Martinière, 2012.
- Cathédrales, le temps de l'oeuvre, l'oeuvre du temps, Editions de La Martinière, 2019
- Petite histoire du Compagnonnage, Editions Cairn, 2019
- Relever Notre-Dame, voyage au pays des bâtisseurs, Presses de la Renaissance, 2020